# Bauern-, Gewerbe- und Bürgerpartei
De Bauern-, Gewerbe und Bürgerpartei (Frans: Parti des Paysans, Artisans et Indépendants, Nederlands: Partij van Boeren, Middenstanders en Burgers), was een Zwitserse politieke partij. De BGB werd op 23 december 1936 opgericht nadat diverse kantonale Boerenpartijen in Zwitserland fuseerden. De kern van de BGB werd gevormd door de in 1917 in het kanton Bern opgerichte Boerenpartij die onder leiding stond van Rudolf Minger die sinds 1929 deze partij in de Bondsraad (regering) vertegenwoordigde.
Minger bleef lid van de Bondsraad tot 1940. De andere BGB-Bondsraadsleden waren Eduard von Steiger (1941-1951), Markus Feldmann (1951-1958), Friedrich Traugott Wahlen (1959-1965) en Rudolf Gnägi (1966-1979).
In 1971 fuseerde de BGB met de Democratische Partijen van de kantons Glarus en Graubünden en de nieuwe partij kreeg de naam Zwitserse Volkspartij.